# Ghiacciaio Posadowsky
Il ghiacciaio Posadowsky è un ghiacciaio lungo circa 15 km situato sulla costa Pravda, nella Terra di Guglielmo II, in Antartide. In particolare, il ghiacciaio scorre verso nord a partire dall'altopiano antartico, fluendo subito a est del monte Gauss, fino ad andare ad alimentare la piattaforma glaciale Ovest, che ricopre la superficie della baia di Posadowsky, poco a est di capo Lewald.

## Storia
Il ghiacciaio Posadowsky è stato osservato per la prima volta nel 1902 da alcuni membri della prima spedizione antartica tedesca, svolta dal 1901 al 1903 al comando di Erich von Drygalski, che lo scorsero dalla sommità del monte Gauss. In seguito esso è stato mappato grazie a fotografie scattate durante ricognizioni aeree effettuate nel corso dell'Operazione Highjump, condotta dalla marina militare statunitense nel 1946-47, ed è stato così battezzato dal Comitato consultivo dei nomi antartici in associazione con la vicina baia di Posadowsky, la quale a sua volta fu così chiamata in onore del conte Arthur von Posadowsky-Wehner, ministro dell'interno dell'Impero tedesco, che garantì il supporto dello Stato alla sopraccitata spedizione di Drygalski.